# Indo-pakistanska kriget 1947
Indo-pakistanska kriget 1947 eller Första Kashmirkriget utbröt den 22 oktober 1947, och var en konflikt där Indien slogs mot Pakistan. Kriget utbröt sedan Pakistan stött ett muslimskt uppror i Kashmir. Indien gick med på att stödja Kashmirs maharaja, om staten anslöts till Indien. Kriget slutade den 1 januari 1949, och en eldupphörslinje upprättades.

### Fotnoter
1. ↑  ”The 1947- 48 War” (på engelska). BBC. 8 juni 1947. http://news.bbc.co.uk/hi/english/static/in_depth/south_asia/2002/india_pakistan/timeline/1947_48.stm. Läst 30 januari 2015.